# Elskovs Magt (film fra 1921)
Elskovs Magt er en tysk stumfilm fra 1921 af F. W. Murnau.

## Medvirkende
- Olaf Fønss som Dr. Eigil Börne
- Erna Morena som Hélène
- Conrad Veidt som Der Maler
- Gudrun Bruun-Stefenssen som Lily